# Ponte do Lagar da Boa Fé
A Ponte do Lagar da Boa Fé é uma ponte antiga sobre a Ribeira de São Brissos contígua ao lagar antigo da Boa Fé e próximo da aldeia de Nossa Senhora da Boa Fé, na atual freguesia de São Sebastião da Giesteira e Nossa Senhora da Boa Fé, no município de Évora.
A construção da ponte remontará pelo menos ao século XVIII. Servia a antiga estrada que ligava Évora ao Rio Sado em Alcácer do Sal.
A ponte é constituída por três arcos de volta perfeita de abertura desigual, estando os apoios no leito da ribeira protegidos a montante por talha-mares. O tabuleiro tem um perfil horizontal com 27 m de comprimento por 3 m de largura.
Encontra-se em vias de classificação arquitetónica.